# Thadeu Marcos Orosco Coelho Lobo
Thadeu Marcos Orosco Coelho Lobo (natural do Rio de Janeiro) é um vice-almirante brasileiro e atual comandante do 1º Distrito Naval, localizado no Rio de Janeiro/RJ, desde 28 de março de 2024